# Topsham (hrabstwo Sagadahoc)
Topsham – jednostka osadnicza w Stanach Zjednoczonych, w stanie Maine, w hrabstwie Sagadahoc.